# Лукін Єфим Іудович
Єфим Іудович Лукін (25 вересня (8 жовтня) 1904, Новогеоргіївськ, Херсонська губернія — 22 листопада 1999, Харків) — український радянський зоолог, гідробіолог і еволюційний біолог, фахівець з п'явок, професор (1943), доктор біологічних наук (1942). Автор понад 130 публікацій, зокрема 3 монографій, в тому числі по одній у серіях «Фауна України» (1962) та «Фауна СССР» (1976), а також підручника «Зоология», що витримав 3 видання (1961, 1981, 1989).

## Біографія
Єфим Іудович народився 8 жовтня 1904 року в м. Новогеоргіївськ Херсонської губернії, нині затоплене водами Кременчуцьке Водосховище області.
Протягом 1920-1922 років був санітаром Харківського окружного військово-дезінфекційного загону, потім препаратор Центральної лабораторії в Харкові.
Протягом 1922-1926 років навчався в Харківському інституті народної освіти на біологічному факультеті.
З 1924 по 1926 роки був зоологом-рахівником в Комісії з санітарно-біологічного дослідження басейна Сіверського Донця.
Протягом 1926 по 1929 років був аспірантом у Харківському відділу Укр. НДІ зоології.
У 1929 році захистив кандидатську дисертацію на тему: "Биологические особенности рыбьей пиявки Piscicoda geometra в связи с вопросом об эволюции пресноводной фауны", одержав звання наукового співробітника.
Протягом 1928-1937 років викладав загальну біологію та зоологію в ВНЗ  Харкова: Вечірній робочий університет, Комуністичний університет ім. Артема, Інститут червоної професури та ін.
Протягом 1930-1935 років був завідувачем кафедри біології підготовчого відділення Інституту червоної професури.
Протягом 1932-1941 років був старшим науковим співробітником Зоолого-біологічного інституту при Харківському університеті.
У 1935 році було присуджено науковий ступінь кандидата біологічних наук.
З 1937 по 1941 роки був завідувачем кафедри зоології та дарвінізму, доцент Харківського зоотехнічного інституту.
У 1940 році було опубліковано монографію "Дарвинизм и географические закономерности в изменении организмов".
Осінню 1941 року був евакуйований до м. Томська.
З 1942 по 1944 роки був завідувачем кафедри дарвінізму, потім іхтіології та гідробіології біологічного факультету Томського університету.
У 1942 році захистив докторську дисертацію на тему:  "Дарвинизм и географические закономерности в изменении организмов"; присуджено науковий ступінь доктора біологічних наук.
У 1943 році було присвоєно вчене звання професора кафедри іхтіології та гідробіології Томського університету.
Протягом 1944-1948 років був завідувачем кафедри гідробіології Харківського університету.
З 1944 по 1984 роки був завідувачем кафедри зоології та дарвінізму Зоотехнічного потім Харківського зооветеринарного інституту.
Протягом 1945-1946 років був деканом зоотехнічного факультету.
У 1961 році видав підручник "Зоологія".
У 1962 році організував і очолив Харківський відділок Всесоюзного гідробіологічного товариства.
У 1987 році пішов на заслужений відпочинок.
22 листопада 1999 року пішов із життя.

## Публікації

### Монографії
- Лукин Е. И. Дарвинизм и географические закономерности в изменении организмов. М.: АН СССР, 1940. 311 с.
- Лукін Є. І. Фауна України. Том 30. П'явки: Зовнішня і внутрішня будова, екологія, систематика, поширення та практичне значення п'явок. Київ: Видавництво АН УРСР, 1962. 196 с.
- Лукин Е. И. Фауна СССР. Пиявки. Том 1. Пиявки пресных и солоноватых водоемов. Л.: Наука, 1976. 483 с.

### Підручники
- Лукин Е. И. Зоология: Учебное пособие для зоотехнических и ветеринарных ВУЗов. М.: Высш. школа, 1961. 377 с.
- Лукин Е. И. Зоология: Учебник для студентов зооинженерных вузов и факультетов. 2-е изд., перераб. и доп. М.: Высшая школа, 1981. 400 с.
- Лукин Е. И. Зоология: Учебник для вузов. 3-е изд., перераб. и доп. М.: ВО Агропромиздат, 1989. 384 с.

### Найважливіші статті
- Лукин Е. И. Приспособительные ненаследственные изменения организмов и их эволюционная судьба. Журнал общей биологии. 1942. Т. 3, № 4. С. 235-261.
- Лукин Е. И. К вопросу о распространении медицинской пиявки в СССР. Зоологический журнал. 1957. Т. 36, Вып. 5. С. 658-669.
- Лукин Е. И., Эпштейн В. М. Эндемичные байкальские пиявки из семейства Glossiphoniidae. Доклады Академии наук СССР. 1960. Т. 131, Вып. 2. С. 457-460.
- Лукин Е. И., Эпштейн В. М. Новые сведения о фауне пиявок пресноводных вод Крыма. Зоологический журнал. 1960. Т. 39, Вып. 9. С. 1429-1432.
- Лукин Е. И., Эпштейн В. М. Пиявки подсемейства Joricinae nov. subfam и их географическое распространение. Доклады Академии наук СССР. 1960. Т. 134, № 2. С. 478-481.
- Лукин Е. И., Эпштейн В. М. О географическом распространении двух южных палеарктических видов пиявок — Batracobdella algira (Mog.-Tand.) и Herpobdella stschegolewi Lukin et Epstein. Зоологический журнал. 1964. Т. 43, Вып. 4. С. 607-609.
- Лукин Е. И. Различия в скорости эволюции разных систем органов и приспособлений к размножению и развитию животных. Зоологический журнал. 1964. Т. 43, Вып. 8. С. 1105-1120.
- Лукин Е. И. Дарвиновский принцип монофилии и проблема уменьшения количества параллельных систематических групп в зависимости от повышения их ранга. Зоологический журнал. 1975. Т. 54, Вып. 1. С. 5-19.
- Лукин Е. И. Теория И. И. Шмальгаузена о накоплении в процессе эволюции адаптаций широкого значения. Журнал общей биологии. 1985. Т. 46. С. 723-731.
- Лукин Е. И. Фауна открытых вод Байкала, ее особенности и происхождение. Зоологический журнал. 1986. Т. 65, № 5. С. 666-675.

## Відзнаки та нагороди
- орден Трудового Червоного Прапора (1991);
- медаль «За доблестный труд в Великой Отечественной войне 1941-1945» (1945)
- медаль «За доблестный труд в ознаменование 100-летия со дня рождения Владимира Ильича Ленина» (1970).